# 倫敦維多利亞車站
維多利亞車站（英語：Victoria station）位於英國倫敦西敏市，是倫敦地鐵及國家鐵路局的車站兼倫敦首要交通樞紐，亦被譽為倫敦最具代表性的車站。在2019/20年度，本站是英國第二繁忙的鐵路站，全年度出入閘次數達7,360萬。

## 維多利亞國鐵站
英國國家鐵路維多利亞車站的官方名稱為「倫敦維多利亞站」，該名稱一般為倫敦以外的居民使用，倫敦市區的居民反而較少使用。實際上，維多利亞國鐵站分為以下兩個部份營運：
- 東面（查塔姆），由1-8號月台組成，主要由經查塔姆主線（Chatham Main Line）及其支線前往肯特郡的東南列車使用。其中2號月台為全站最長的月台，亦是威尼斯辛普倫東方特快車的倫敦終點站。
- 西面（布萊頓），由9-19號月台組成，主要由前往薩里郡和薩塞克斯郡的列車（包括途經布萊頓主線和其支線、前往蓋威克機場及布萊頓的列車）的使用。

由於路軌佈局不宜過多交流，所以車站分為兩部分。東面的月台於巴特锡地區才設有查塔姆主線的轉線橋。西面的月台較東面的月台繁忙，有些原先使用西面月台的近郊火車線需使用東面月台。這情況常尤其會發生於使用布萊頓主線的蓋特威克機場快線，該線會於路軌維修工程時使用東面月台。
維多利亞車站由英國鐵路網公司的站長—John Dedross營運。

## 維多利亞地鐵站
維多利亞地鐵站（英語：Victoria tube station）位於維多利亞車站大廳北方，擁有兩個售票大廳，一個為維多利亞線之售票廳，另一者則屬於區域線及環線。兩者之間的人行連絡通道位於巴士站的下方。

### 歷史
大都會區域鐵路（Metropolitan District Railway；MDR，區域線的前身）在1868年12月24日開設本站。MDR亦同時開設由南肯辛頓（South Kensington）至西敏站的一段車站。MDR在南肯辛頓站連接大都會鐵路（Metropolitan Railway；MR，其後的大都會線），雖然兩家公司為競爭對手，但卻彼此共用對家的路軌。因而形成內環線（Inner）聯營服務。
1872年2月1日，MDR由伯爵宮站開設一條北行支線連接西倫敦延長連接鐵路（WLEJR，現時的西倫敦線）的艾迪辛道站（今肯辛頓(奧林匹亞)站）。由此日起，外環線（Outer Circle）服務開始在大都會區域鐵路的路軌上運行。該線由北倫敦鐵路（North London Railway；NLR）營運，路線從倫敦市內的寛街車站（現已清拆）經北倫敦線至威爾斯登交匯站，然後經西倫敦線至艾迪辛道和大都會區域鐵路至市長官邸站（Mansion House） - MDR的新東端終站。
1872年8月1日開設中環線（Middle Circle）。路線從沼澤門站開始使用MR的路軌，經維多利亞站和帕丁頓，然後使用倫敦地鐵漢默史密斯及城市線（H&CR）的路軌至Latimer Road站，再經一段現已清拆的路段連接西倫敦線至艾迪辛道和MDR至市長公館。本路線與H&CR和MDR聯營。
1900年6月30日，伯爵宮至市長官邸的中環線服務被取消。1908年12月31日，外環線服務亦被取消。
原來的大都會區域鐵路車站在20世紀初重建成一幢單層車站，其後在上蓋加建一幢寫字樓。
1949年，大都會線運作的內環線在地鐵線路圖中被升格至環線。
當維多利亞線第三期路線開通後，新的維多利亞線車站於1969年3月7日開幕。最初，維多利亞站為維多利亞線的臨時終點站，直至該線完成最後期路線工程。1971年7月23日維多利亞線剩餘段正式開通，布里克斯頓站取代維多利亞站成為南端總站。

### 現時情況
維多利亞站是倫敦其中一個最繁忙的地鐵站，一年處理8千萬乘客，遠超過該站的負荷量，導致車站嚴重擠擁。為避免有乘客被擠擁的人群推落月台，車站會在繁忙時間實施人群管制。當車站過分擠擁，月台的入口會被關閉，使車站只可出不可入。令人群離開車站，入口會重開直至人群消失。此舉一般只消數分鐘，但遇上大型事件時，時間可達數小時。
為解決這問題，車站會在Bressenden Place加設一個出入口連接維多利亞線、區域線和環線。加建工程於2014年完成。

### 月台配置
| 淺層 月台 | 側式月台（西行），左側開門 | 側式月台（西行），左側開門                                                                        |
| 淺層 月台 | 1號月台                    | → 區域線 往里奇蒙／伊靈大道／溫布頓方向→（斯隆廣場站） → 環線 往埃奇韋爾路方向→（斯隆廣場站）     |
| 淺層 月台 | 2號月台                    | ← 區域線 往上敏斯特方向（聖詹姆斯公園站） ← 環線 往利物浦街車站、漢默史密斯方向（聖詹姆斯公園站） |
| 淺層 月台 | 側式月台（東行），左側開門 |                                                                                                   |
| 深層 月台 | 3號月台                    | → 維多利亞線 往布里克斯頓方向→（皮姆利柯站）                                                      |
| 深層 月台 | 島式月台，右側開門         |                                                                                                   |
| 深層 月台 | 4號月台                    | ← 維多利亞線 往沃爾瑟姆斯托中央方向（綠園站）                                                     |

## 客運總站
維多利亞客運總站在國鐵站的西南面。它是倫敦主要的客車總站，客車路線覆蓋全英國和歐洲大陸。

## 鄰近地標
- 阿波羅維多利亞劇院
- 維多利亞皇宮劇院
- 白金漢宮
- 駐英台北代表處（Taipei Representative Office in the U.K.）